# 麥克馬洪冰川
70°45′S 165°45′E / 70.750°S 165.750°E
麥克馬洪冰川（英語：McMahon Glacier），是南極洲的冰川，位於維多利亞地的彭內爾海岸，屬於阿納雷山脈的一部分，長33公里，流經巴斯柯克海崖和格雷戈里海崖，最終注入尼爾森灣，現時由南極條約體系管理。